# Mitberg
Mitberg ist eine Hofschaft in Hückeswagen im Oberbergischen Kreis im Regierungsbezirk Köln in Nordrhein-Westfalen (Deutschland).

## Lage und Beschreibung
Mitberg liegt im nördlichen Hückeswagen nahe der Wuppertalsperre. Nachbarorte sind Vormwald, Oberhombrechen, Mittelhombrechen, Niederhombrechen, Niederbeck, Kormannshausen, Neukretze und Karrenstein. Die Hofschaft ist über zwei Zufahrtsstraßen erreichbar, die bei Kormannshausen von der Kreisstraße K11 abzweigen, vorgelagerte Teile liegen auch direkt an der Kreisstraße.
Nördlich  von Mitberg entspringt der Kretzer Bach, der in die Wuppertalsperre mündet. Dieser ist allerdings auf vielen Karten nicht verzeichnet.

## Geschichte

Mitberg und Umgebung im Jahre 1927

1481 wurde der Ort das erste Mal in einer Spendenliste für den Marienaltar der Hückeswagener Kirche urkundlich erwähnt. Schreibweise der Erstnennung: zom Etberg. Die Karte Topographia Ducatus Montani aus dem Jahre 1715 zeigt den Hof als Mitberg. Im 18. Jahrhundert gehörte der Ort zum bergischen Amt Bornefeld-Hückeswagen.
1815/16 lebten elf Einwohner im Ort. 1832 gehörte Mitberg der Herdingsfelder Honschaft an, die ein Teil der Hückeswagener Außenbürgerschaft innerhalb der Bürgermeisterei Hückeswagen war. Der laut der Statistik und Topographie des Regierungsbezirks Düsseldorf als Weiler kategorisierte Ort besaß zu dieser Zeit drei Wohnhäuser und zwei landwirtschaftliche Gebäude. Zu dieser Zeit lebten 18 Einwohner im Ort, allesamt evangelischen Glaubens.
Im Gemeindelexikon für die Provinz Rheinland werden 1885 zwei Wohnhäuser mit neun Einwohnern angegeben. Der Ort gehörte zu dieser Zeit zur Landgemeinde Neuhückeswagen innerhalb des Kreises Lennep. 1895 besitzt der Ort zwei Wohnhäuser mit neun Einwohnern, 1905 zwei Wohnhäuser und neun Einwohner.

## Wirtschaft und Industrie
In der Umgebung von Mitberg wurde seit mindestens 1751 Kupferbergbau betrieben, der spätestens 1866 zum Erliegen kam.

## Wander- und Radwege
Folgende Wanderwege führen durch den Ort:
- Der Ortsrundwanderweg A10

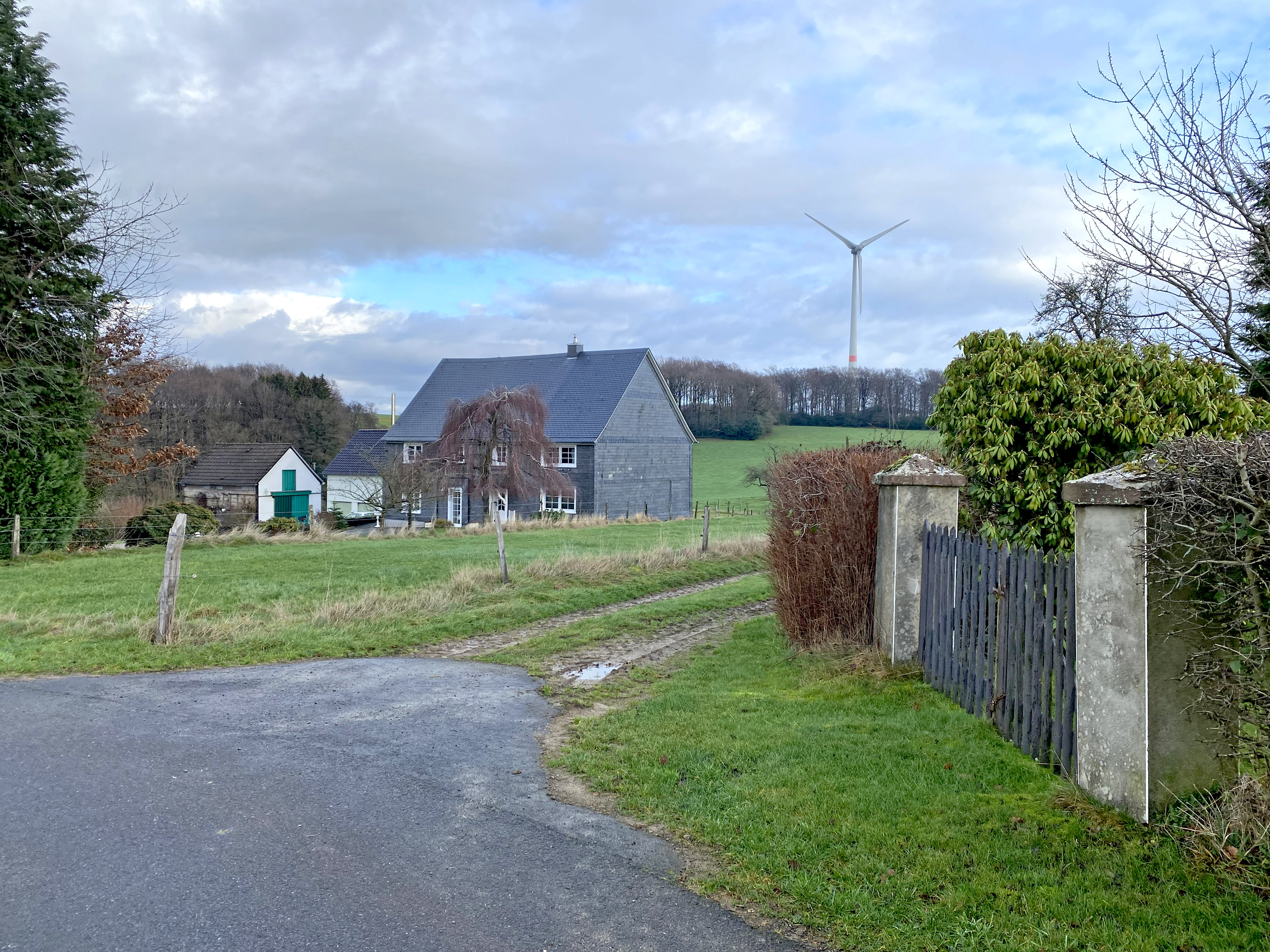
Mitberg 1
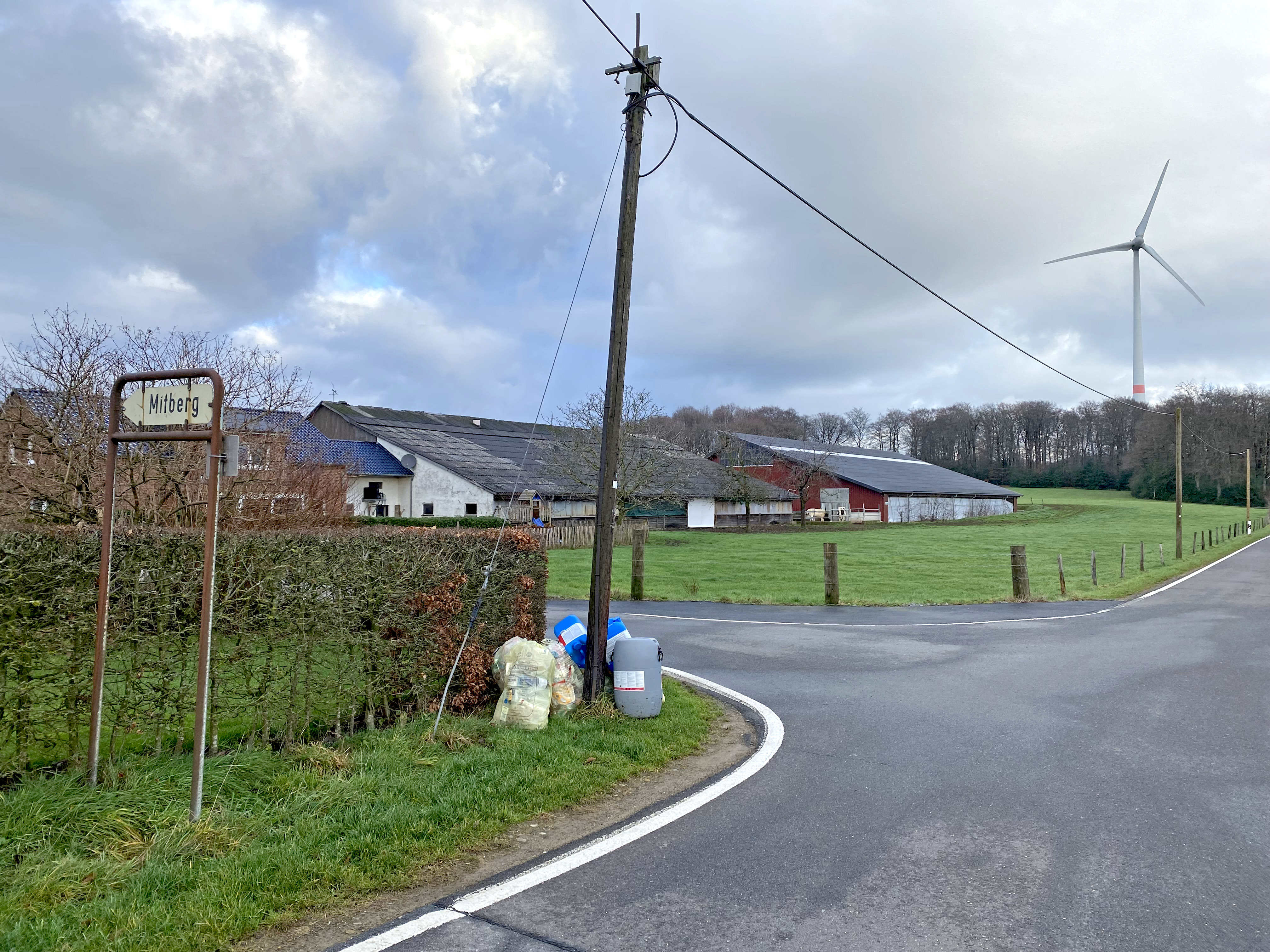
Mitberg 5